# 灰紅天竺鯛
灰紅天竺鯛（學名：Apogon deetsie），為輻鰭魚綱天竺鯛科天竺鯛屬下的一個種，分布於中太平洋東部夏威夷群島及土阿莫土群島海域，深度1至53公尺，本魚體延長，長橢圓形，體稍側扁，頭及眼睛大，口大且斜裂，頜齒細小，鋤骨和腭骨通常具齒，舌上無齒，鰓蓋骨後緣棘不發達，體被弱櫛鱗，下頷較上頷稍長而突出，側線完全，體色淡紅色，魚鰭邊緣灰色，尾鰭叉形，背鰭有二個，背鰭硬棘7枚、背鰭軟條9枚、臀鰭硬棘2枚、臀鰭軟條8枚，體長可達12公分，棲息在礁石區，屬肉食性，夜行性，以小魚和甲殼類為食，繁殖期時，雄魚具有口孵習性，卵約7日化成仔魚，由雄魚吐出，具短暫的仔魚飄浮期。